# Weltmeisterschaften im Gewichtheben 1922
Die 21. Weltmeisterschaften im Gewichtheben fanden vom 29. bis zum 30. April 1922 in der estnischen Hauptstadt Tallinn statt. An den von der International Weightlifting Federation (IWF) im Fünfkampf als erste offizielle Weltmeisterschaft ausgetragenen Wettkämpfen nahmen 33 Gewichtheber aus vier Nationen teil.

## Medaillengewinner
| Disziplin           | Gold           | Silber           | Bronze            |
| ------------------- | -------------- | ---------------- | ----------------- |
| Federgewicht        | Heinrich Graf  | Karl Kõiv        | Gustav Ernesaks   |
| Leichtgewicht       | Alfred Neuland | Eduard Vanaaseme | Voldemar Noormägi |
| Mittelgewicht       | Saul Hallap    | Alberts Ozoliņš  | Alfred Puusaag    |
| Leichtschwergewicht | Roger François | Johannes Toom    | Robert Thiane     |
| Superschwergewicht  | Harald Tammer  | Kārlis Leilands  | Kaljo-Feliks Raag |

## Medaillenspiegel
Die Platzierungen im Medaillenspiegel sind nach der Anzahl der gewonnenen Goldmedaillen sortiert, gefolgt von der Anzahl der Silber- und Bronzemedaillen (lexikographische Ordnung). Weisen zwei oder mehr Nationen eine identische Medaillenbilanz auf, werden sie alphabetisch geordnet auf dem gleichen Rang geführt.
| Rang | Nation     | Gold | Silber | Bronze | Gesamt |
| ---- | ---------- | ---- | ------ | ------ | ------ |
| 1.   | Estland    | 3    | 3      | 5      | 11     |
| 2.   | Frankreich | 1    | 0      | 0      | 01     |
| 2.   | Schweiz    | 1    | 0      | 0      | 01     |
| 4.   | Lettland   | 0    | 2      | 0      | 02     |